# Orchestra of Wolves
Orchestra of Wolves è il primo album di studio del gruppo hardcore punk inglese Gallows, pubblicato nel 2006 da In at the Deep End Records.
È stato ripubblicato in edizione limitata nel Regno Unito nel giugno 2007 con un disco bonus contenente live, due inediti e due cover. Inoltre è stato ripubblicato nel Nordamerica da Epitaph Records il 10 luglio 2007 con quattro bonus track.

## Tracce
1. Kill the Rhythm (2:39)
2. Come Friendly Bombs (3:32)
3. Abandon Ship (3:12)
4. In the Belly of a Shark (2:41)
5. Six Years (4:06)
6. Rolling with the Punches (3:36)
7. Last Fight for the Living Dead (1:00)
8. Just Because You Sleep Next to Me Doesn't Mean You're Safe (3:04)
9. Will Someone Shoot That Fucking Snake (2:28)
10. Stay Cold (3:07)
11. I Promise This Won't Hurt (1:48)
12. Orchestra of Wolves (4:44)

### Bonus track (ristampa Gran Bretagna)
1. Abandon Ship (BBC Punk session)
2. Rolling with the Punches (BBC Punk session)
3. Will Someone Shoot That Fucking Snake (BBC Punk session)
4. Six Years (BBC Punk session)
5. Just Because You Sleep Next to Me (BBC Rock session)
6. In the Belly of a Shark (BBC Rock session)
7. Sick of Feeling Sick (inedito)
8. Black Heart Queen (inedito)
9. Nervous Breakdown (Black Flag cover)/Staring at the Rude Bois (The Ruts cover, feat. Lethal Bizzle)

## Crediti
Crediti
- Steph Carter - voce
- Laurent Barnard - chitarra, voce d'accompagnamento
- Stuart Gili-Ross - basso, voce d'accompagnamento
- Lee Barratt - batteria, voce d'accompagnamento